# 竹田まい
竹田 まい（たけだ まい、1990年9月6日 - ）は、大阪府出身の現役女子中高生アイドルグループ「ファンタ☆ピース」の元メンバー。瞳はるかの活動休止にともない、2007年7月より、メンバーとなる。

## プロフィール
- 生年月日-1990年9月6日（34歳）
- 身長-155cm。
- スリーサイズ、足のサイズ-B80cm、W58cm、H80cm、S23cm。
- 血液型-O型
- 趣味-お菓子作り。
- 特技-歌。

## 出演

### ラジオ
- ファンタスター学園（2007年7月 - 2008年3月、ラジオ大阪）
- ファンタスターハウス（2008年4月 - 、ラジオ大阪）